# ويم سوربيير
ويم سوربيير (بالهولندية: Wim Suurbier)‏ (1945 2020)، هو لاعب ومدرب كرة قدم هولندي . مع نادي أياكس أمستردام فاز هذا المدافع بدوري أبطال أوروبا ثلاث مرات في السنوات 1971-1973. لعب 60 مباراة لمنتخب هولندا لكرة القدم ولعب في نهائيات كأس العالم مرتين نهائي 1974 و ونهائي 1978.
ولد يوم 16 يناير 1945 بمدينة آيندهوفن. وتوفي يوم 12 يوليو 2020 بمدينة أمستردام بسبب نزيف في المخ.

## روابط خارجية
- ويم سوربيير على موقع الاتحاد الدولي (مؤرشف)  (الإنجليزية)
- ويم سوربيير على موقع قاعدة بيانات كرة القدم.إي يو (الإنجليزية)
- ويم سوربيير على موقع بيانات كرة القدم. دي إي (الألمانية)
- ويم سوربيير على موقع ناشيونال فوتبول تيمز (الإنجليزية)
- ويم سوربيير على موقع عالم كرة القدم.نت (الإنجليزية)